# Kamienszczina
Kamienszczina (ros. Каменщина) – wieś w zachodniej Rosji, na osiedlu wiejskim Michnowskoje w rejonie smoleńskimo (obwód smoleński).

## Geografia
Miejscowość położona jest 3 km od drogi federalnej R120 (Orzeł – Briańsk – Smoleńsk – Witebsk), 13 km od drogi magistralnej M1 «Białoruś», 8 km od centrum administracyjnego osiedla wiejskiego (Michnowka), 14 km od Smoleńska, 5,5 km od najbliższej stacji kolejowej (Gniezdowo).
W granicach miejscowości znajduje się ulica Wozrożdienija.

## Demografia
W 2010 miejscowość zamieszkiwało 17 osób.